# Stephanie Damare
Stephanie Damare (* 18. Februar 1977 in Hamburg; geb. Kirchberger) ist eine deutsche Schauspielerin, Synchronsprecherin und Synchronregisseurin.

## Leben
Die Tochter von Peter Kirchberger begann ihre Sprecherkarriere im Alter von sieben Jahren als Stimme der kleinsten Tochter der Ingalls’ in der Serie Unsere kleine Farm. Es folgten weitere Sprechrollen in Spielfilmen, Fernsehserien, Werbespots, Hörspielen und Computerspielen. Ab 1997 sang sie für mehrere Jahre in den deutsch-englischen Musicals Only You und Jailhouse auf Theater- und Showbühnen in Deutschland und Österreich. In der deutschen Fassung der 75-teiligen britischen Kinder-Trickserie Kleiner roter Traktor sprach sie von 2003 bis 2006 die Nicola.

## Synchronrollen (Auswahl)

### Filme
- 1990: Ein Engel an meiner Tafel (An Angel at My Table)
- 1990: Der weiße Wolf (Pod severnym siyaniyem)
- 1991: Karim und Sala (A Karim Na Sala)
- 1993: Das Hochzeitsbankett (Xǐyàn)
- 1995: Die göttliche Komödie (A Comédia de Deus) für Cláudia Teixeira als Joaninha
- 1996: Schönes Wochenende (A Weekend in the Country) für Jennifer Elise Cox als Arista Farrell
- 1997: Elmer und der kleine Drache (Elmer no boken, Animationsfilm)
- 1998: Das Leben, ein Pfeifen (La vida es silbar)
- 1998: Dich kriegen wir auch noch! (Disturbing Behavior) für Crystal Cass als Lorna Longley
- 1999: Himitsu
- 2000: City of Lost Souls (Hyōryūgai)
- 2000: Crocodile
- 2000: Ancient Evil: Schrei der Mumie (Ancient Evil: Scream of the Mummy)
- 2001: Hamilton Mattress (Animationsfilm)
- 2001: Spion wider Willen (Dak miu mai shing) für Vivian Hsu als Yong
- 2001: Vier Frauen gegen eine Bank (El palo) für Maribel Verdú als Silvia
- 2006: Die Borgias (Los Borgias) für María Valverde als Lucrecia Borgia
- 2013: Crazy Kind of Love für Amanda Crew als Bette

### Serien
- 1989–1990: Springfield Story (Guiding Light) für Suzy Cote als Samantha Marler
- 1991–2004: Rugrats (Zeichentrickserie)
- 1996–1997: Fünf Freunde für Jemima Rooper als George
- 1997–1999: Tierisch was los (Animal Crackers, Zeichentrickserie)
- 1997–2000: Flipper & Lopaka (Flipper and Lopaka, Zeichentrickserie) als Nola
- 2001–2008: McLeods Töchter (McLeod’s Daughters, verschiedene Rollen)
- 2002–2007: Dead Zone (The Dead Zone, verschiedene Rollen)
- 2006–2010: H2O – Plötzlich Meerjungfrau (H2O: Just Add Water) für Annabelle Stephenson als Miriam Kent
- 2009–2013: Stoked (Zeichentrickserie) als Fin McCloud
- 2012–2016: Littlest Pet Shop – Tierisch gute Freunde (Littlest Pet Shop, Zeichentrickserie) als Zoe Trent
- 2021: Masters of the Universe – Revelation (Zeichentrickserie) als Evil-Lyn/Majestra

- Naruto
- Team Galaxy
- Connie, die Kuh
- Mutant X  und The L – Word (Lauren Lee Smith)
- Schief gewickelt
- Ein Wink des Himmels
- Dem Glück auf den Fersen
- Robins Nest
- Unsere kleine Farm
- Fünf Freunde[2]
- Hexen
- Sesamstraße
- Im Land der Saurier
- Knallfroschs Freunde
- (Enzo Matrix) ReBoot
- (Dorothy) Der Zauberer von Oz[3]
- Alien Surfgirls
- Tierisch was los
- Rocket Power
- Superfriends
- Der zaubermächtige Psammead

### Hörbücher und Computerspiele
In allen bisher erschienenen Hörbüchern zu Die Olchis ist sie vertreten. Außerdem besprach sie noch Medien zu:
- Epic
- Die Knickerbocker Bande[4]
- Die Grüne Wolke
- TKKG[5]
- Hanni und Nanni
- Larry Brent
- Die Trillmichs
- Harry Potter
- Baron Wittard: Das dunkle Geheimnis von Utopia (Kate bzw. Fenrir)
- Die drei ???
- DiE DR3i
- Das Schwarze Auge: Satinavs Ketten (Nuri)
- Hitman: Absolution
- Das Schwarze Auge: Memoria (Nuri)
- Star Wars: The Old Republic (Imperiale Agentin)[6]
- Leisure Suit Larry: Wet Dreams Don’t Dry (Mi-Young Nari Dong)
- Die drei !!! : Hochzeitsfieber Folge 53

## Dialogbuch, Dialogregie

### Spielfilme
- Libera Me
- Public Enemy – Ein Harter Cop
- Last Witness
- Miss Meadows
- Kagaar: Life on the Edge
- Lavender
- Tango One
- Mister Before Sister (The Layover)
- SPF18
- Ingrid Goes West
- Stephanie
- Sunday Illness
- The Brits are coming (The Con is On)
- Changing Saddles
- The Match
- Swimming for Gold
- South of Heaven

### Computerspiele
- Marvel’s Guardians of the Galaxy
- Mass Effect: Andromeda
- Deus Ex: Human Revolution[7]
- Deus Ex: The Fall
- Deus Ex: Mankind Divided
- Tomb Raider
- Shadow of the Tomb Raider
- Star Wars: The Old Republic
- Star Wars: The Force Unleashed 2
- Hitman: Absolution
- The Elder Scrolls V: Skyrim
- Just Cause 3
- Thief (Computerspiel, 2014)

### TV-Serien
- Legend Quest
- Toon Marty
- The Hollow
- Hilda
- Dot.
- Titans
- Turn Up Charlie
- Chambers
- Enchantimals
- Ramy
- Sherwood
- DC Super Hero Girls
- Gap Year
- LEGO City
- LEGO Friends
- Noblesse
- Tiny Pretty Things
- Tonikawa
- Too Hot to Handle
- 86 Eighty-Six
- K9 Intervention
- Slime
- So I’m a Spider, So What?
- The Hidden Dungeon

## Anime-Serien
- Kiddy Grade als „Eclair“
- DearS als „Eiko“
- Captain Tsubasa als „Helen“
- Chibi Maruko-chan als „Tama-chan“
- Oh! My Goddess als „Belldandy“
- Naruto als „Shizune“
- Naruto Shippuden als „Shizune“
- Boruto: Naruto Next Generations als „Shizune“